# Ilva Mică, Bistrița-Năsăud
Ilva Mică (maghiară Kisilva, germană Kleinilwa) este satul de reședință al comunei cu același nume din județul Bistrița-Năsăud, Transilvania, România.

## Așezare
Localitatea Ilva Mică este situată la o altitudine de 470 m și este traversată de râurile Ilva și Someșul Mare, la poalele Munților Rodnei. Localități limitrofe: Sângeorz-Băi, Leșu, Feldru, Poiana Ilvei.

## Demografie
Localitatea număra o populație de 3.484 de locuitori la recesământul din anul 2002.

## Economie
Agricultura și zootehnia sunt activitățile de bază din comună.
Există forțe de muncă disponibilă, ceea ce încurajează investițiile aici, mai ales că zona este declarată zonă defavorizată, ceea ce înseamnă facilități suplimentare investitorilor care creează locuri de muncă.
Efectivul de animale al comunei este de 3000 ovine, 1200 bovine, 220 cabaline, 23000 de păsări, 4000 porcine, 200 familii albine.

## Obiectiv memorial
Monumentul Eroilor Români din Primul Război Mondial este un monument de tip cruce memorială, fiind amplasat pe Drumul Leșului. Crucea a fost ridicată în anul 1938 în memoria ostașilor români căzuți în Primul Război Mondial. Aceasta este realizată din piatră și beton, iar împrejmuirea este asigurată cu un gard din stâlpi din beton, uniți cu lanț metalic. Pe frontispiciu se află un scurt înscris memorial: „Eroilor neamului/ 1916-1919/ Țara recunoscătoare“. 
În localitate se mai găsesc și numeroase buncăre construite de armata maghiară înainte de cel de-al doilea război mondial.